# Тіньова лінія (фільм)
«Тіньова лінія» — польсько-британська психологічна кінострічка 1976 року, знята за однойменним романом (The Shadow-Line, A Confession, 1917) Джозефа Конрада.

## Сюжет
Дія фільму заснована на епізоді з 1888 року — епідемія малярії на борту баржі Отаго, капітаном якої був автор. Сюжет фільму — переїзд молодого офіцера британського торгового флоту, якого британський консул відправив до Бангкока, щоб перевезти трищоглову баржу звідти до Сінгапуру. Колишній капітан баржі загинув у морі. Цей випадок стався під час морської кар'єри Конрада, який, перш ніж стати відомим письменником, провів у морі 20 років як моряк, офіцер і, зрештою, капітан на торгових суднах, переважна більшість яких були британськими.

## Головні ролі
- Марек Кондрат — капітан Джозеф Конрад-Корженьовський,
- Грем Лайнз у ролі першого офіцера Бернса,
- Том Вілкінсон — кухар Ренсома,
- Берхард Арчард — капітан Еліс,
- Мартін Вайлдек — капітан Джайлз,
- Пйотр Цесляк — другий офіцер Міль.